# Scelotrichia miselia
Scelotrichia miselia är en nattsländeart som beskrevs av Wolfram Mey 1998. Scelotrichia miselia ingår i släktet Scelotrichia och familjen smånattsländor. Inga underarter finns listade i Catalogue of Life.